# Collocaliodes dracoena
Collocaliodes dracoena är en fjärilsart som beskrevs av Sergius G. Kiriakoff 1953. Collocaliodes dracoena ingår i släktet Collocaliodes och familjen björnspinnare. Inga underarter finns listade i Catalogue of Life.